# 陳冠霖 (魔術師)
陳冠霖（12月17日—），生於台灣台北市，職業魔術師，各大綜藝節目魔術評審，周杰倫御用魔術師。
自學生時代即受邀至各大綜藝節目演出，並且多次擔任策劃藝人演唱會、商業活動、電視廣告的魔術指導。近年來陳冠霖活躍於中國各大綜藝節目，無論是中央電視台、湖南衛視、吉林衛視、廈門衛視等，均可看見陳冠霖的演出。

## 外部連結
- 冠霖魔術娛樂製作 （页面存档备份，存于）
- 陳冠霖的Facebook專頁
- 陳冠霖的Instagram帳戶
- 陳冠霖的新浪微博
- 魔術師陳冠霖Facebook粉絲專頁